# Central nuclear de Wolseong
La Central nuclear de Wolseong (en coreano: 월성원자력발전소)  es una central nuclear situada en la costa cerca de Nae-ri, Yangnm-myeon, Gyeongju, provincia de Gyeongsang del Norte, Corea del Sur. Es la única planta de energía nuclear en funcionamiento del tipo CANDU PHWR de Corea del Sur (reactores de agua pesada presurizada). Energía Nuclear e Hidráulica de Corea del Sur gestiona la planta. Estos reactores son capaces de consumir varios tipos de combustible y los desechos de otras plantas nucleares del país. El emplazamiento de la central que incluye Yangnam-myeon. Yangbuk-myeon y Gampo-eup se declaró una zona de desarrollo  de infraestructura industrial en 1976. La construcción de Wolseong 1 comenzó en 1976 y se terminó en 1982, al año siguiente, la planta de energía comenzó operaciones comerciales.